# Бентивольо, Гвидо
Гви́до Бентиво́льо д’Араго́на (итал. Guido Bentivoglio d’Aragona, лат. Guidus Bentivolus; 4 октября 1577[…] или 4 октября 1579, Феррара — 7 сентября 1644[…], Рим) — кардинал-епископ Палестрины, инквизитор, дипломат и историк.

## Биография
Представитель знатного итальянского рода Бентивольо. Родился 4 октября 1577 года в Ферраре, где и провёл первые годы жизни, сын Корнелио Бентивольо и Изабеллы Бендидио, двоюродный дед кардинала Корнелио Бентивольо.
В 1594 году приехал в Падую, где учился в университете до 1598 года, получив диплом по каноническому и гражданскому праву.
В 1598 году вернулся в Феррару, поскольку скончавшийся герцог Альфонсо II д’Эсте не оставил после себя прямых наследников. Брат Гвидо, Ипполито Бентивольо, воевавший прежде в Португалии и во Фландрии, теперь оказался в лагере кузена покойного герцога Чезаре д'Эсте, участвуя в обороне Луго от войск Папы Климента VIII, который вознамерился вернуть Феррару в своё владение.
Папский военачальник кардинал-племянник Пьетро Альдобрандини одержал победу, и Гвидо Бентивольо при посредничестве папского легата Романьи кардинала Бандини сумел не только добиться у Папы прощения для своей семьи, но и начать собственную церковную карьеру, приняв во время личной аудиенции в Равенне предложение Папы стать его тайным камергером и отправившись в 1600 году в Рим.

### Нунций воФландрии
27 мая 1607 года был рукоположён в архиепископа и получил архиепископскую кафедру Родоса, но только в качестве предварительного этапа для получения иной должности. Новый Папа Римский Павел V в 1607 году назначил его папским послом во Фландрии с резиденцией в Брюсселе, которым он оставался до 1615 года. Весь период своей дипломатической деятельности (которая с учётом нунциатуры в Париже продолжалась до 1621 года) Гвидо Бентивольо находился в непосредственном подчинении кардинала-племянника Шипионе Боргезе и зарекомендовал себя добросовестным и верным сотрудником. Тем не менее, по крайней мере некоторое время он воспринимал свою должность как недостаточно престижную (особенно в сравнении с положением его брата, Энцо Бентивольо, феррарского посла в Риме) и добивался другого назначения, называя в числе своих предпочтений Мадрид. С другой стороны, возглавляя нунциатуру в Брюсселе, Бентивольо был обязан также обеспечивать интересы католиков в Англии, Шотландии, Ирландии, Дании и Норвегии, что, судя по опубликованной переписке, представляло для него значительный интерес.
Бентивольо прибыл в Брюссель в разгар мирных переговоров между католиками и протестантами и приложил немало усилий к прекращению войны, действуя в интересах Рима. В частности, он убеждал испанского посла в необходимости поддержать договор 9 апреля 1609 года, ныне известный как Двенадцатилетнее перемирие.
В том же 1609 году разразился новый европейский кризис, на сей раз связанный с герцогством Юлих-Клеве-Берг. После смерти бездетного герцога Иоганна Вильгельма пресекся Клевский дом и разразилась так называемая Война за клевское наследство между мужьями сестёр покойного — курфюрстом Бранденбургским Иоганном Сигизмундом и пфальцграфом Филиппом Людвигом Нойбургским при участии императора Священной Римской империи Рудольфа II и французского короля Генриха IV. Война имела и религиозный аспект противостояния католиков с протестантами, поэтому не могла не привлечь внимания папского нунция. Гораздо позднее, уже будучи нунцием во Франции, Бентивольо опубликовал дипломатическую переписку этого периода, связанную с бегством принца Конде из Франции вследствие разрыва с Генрихом IV (Relazione della fuga di Francia d’Henrico di Borbone prencipe di Condé).
Бентивольо также стремился усилить влияние католической церкви и с этой целью поддерживал связи с университетом Дуэ и Лёвенским университетом (лат. Universitas studiorum Lovaniensis). Прежде всего, он стремился убедить епископат в необходимости скорейшего принятия норм католической реформы, для чего принял участие в нескольких соборах: Мехеленском и Ипрском в 1609 году, Антверпенском — в 1610 году, Херцогенбургском — в 1612 году. Так, он содействовал принятию Антверпенским собором решения об обязательном посещении всеми мальчиками в возрасте от шести до пятнадцати лет уроков катехизиса, которые Бентивольо надеялся организовать при каждом приходе.

### Нунций во Франции
В 1615 году Бентивольо вернулся в Рим. С 1616 года по 1621 год он состоял в должности апостольского нунция в Париже, где ему приходилось основное внимание уделять защите интересов папской власти перед лицом потрясений во французской церкви, вызванных галликанскими идеями и кризисом государственной власти, развившимся в период регентства Марии Медичи, начало которому, ввиду малолетства Людовика, положила смерть её мужа Генриха IV в 1610 году. Через несколько месяцев после приезда Бентивольо в Париж, 17 апреля 1617 года, в результате заговора юного короля и Шарля д’Альбера Люиня фаворит вдовствующей королевы Кончино Кончини был убит, сама же Мария Медичи полностью отстранена от власти. В этот период Бентивольо пришёл к убеждению, что духовник нового короля Пьер Котон (en:Pierre Coton) отстаивает при дворе интересы Испании, и обратился к своему начальнику Шипионе Боргезе с предложением добиться через генерала Общества Иисуса (то есть главу иезуитов) Вителлески удаления священника от близкого общения с Людовиком, после чего тот действительно получил новое назначение и оставил двор, хотя и сохранил уважение монарха.
4 декабря 1617 года в Руане состоялась аристократическая ассамблея, что создавало опасность возникновения требований ограничить королевскую власть законом. На деле это дворянское собрание, напротив, предложило дополнить существующий запрет подданным французского короля поддерживать отношения с представителями иностранных монархов (установленный ради предотвращения контактов протестантских королей с гугенотами) запретом также и на отношения с папскими посланниками. Бентивольо заявил решительный протест, и под угрозой дипломатических санкций поправка была пересмотрена.
В октябре 1620 года Бентивольо добился от короля Людовика XIII подтверждения старого обещания Генриха IV объединить под французской короной Беарн и Наварру, подтвердив таким образом Нантский эдикт. Король должен был для осуществления этого замысла применить силу, но, более того, гугенотам надлежало в рамках этого проекта получить компенсацию за своё конфискованное церковное имущество из королевской казны.
Король наградил папского нунция в 1622 году назначением на епископскую кафедру Рьеза (Diocesi di Riez), от которой Бентивольо отказался 16 октября 1625 года. Кроме того, французский король назначил Бентивольо на должность кардинала-протектора (en:Cardinal protector) Франции при Святом Престоле.

### После дипломатической карьеры
В 1621 году стал кардиналом-священником с титулом церкви Сан-Джованни-а-Порта-Латина, а с 1622 года последовательно являлся кардиналом-священником нескольких римских титулярных церквей, став в конечном итоге кардиналом-епископом Палестрины.
В период с 1628 по 1635 годы исполнял обязанности главы Святой Палаты (it:Sant'Uffizio), то есть римской Инквизиции.
С 8 января 1631 года по 19 января 1632 года состоял в должности камерленго Священной Коллегии кардиналов.
Умер во время кардинальского конклава 7 сентября 1644 года, до завершения процедуры выборов нового Папы (которым 15 сентября 1644 года стал Иннокентий X). Похоронен в церкви Сан-Сильвестро-аль-Квиринале в Риме.

### Встречи сГалилео Галилеем
В период обучения в Падуанском университете Гвидо Бентивольо посещал частные уроки Галилео Галилея, во время процесса над Галилеем в 1633 году находился в числе подписавших приговор (подпись стояла второй, после кардинала д’Асколи). Сам Галилей и его сторонники рассматривали Гвидо Бентивольо и Дезидерио Скалья (Desiderio Scaglia) как сочувствующих подсудимому членов суда инквизиции и искали у них поддержки. В своих воспоминаниях Бентивольо утверждал, что сделал всё от него зависящее для смягчения участи своего бывшего учителя, ряд современных исследователей склонны принять эту точку зрения.

### Участие вконклавах
В период кардинальского служения Гвидо Бентивольо состоялись три конклава:
- конклав 1621 года, (избран Папа Григорий XV, Бентивольо не участвовал);
- конклав 1623 года (избран Папа Урбан VIII);
- конклав 1644 года (избран Папа Иннокентий X).

## Увековечение памяти
В Ферраре, на улице Гарибальди, д. 90, имеется мемориальная доска, на которой в числе бывших обитателей дворца Бентивольо назван Гвидо Бентивольо (1577—1644), «историк Фландрии».

## Труды
Гвидо Бентивольо опубликовал историческое исследование «Della guerra di Fiandra» («О Фландрской войне»), посвящённое войне за независимость Нидерландов, свидетелем которой он сам являлся, и которая привлекала его внимание тем более, что в неё оказались вовлечены четверо его братьев и двое племянников.
В 1629 году опубликовал в Антверпене книгу «Relazioni in tempo delle nunziature di Fiandra» («Переписка времён нунциатуры во Фландрии»), в которой проявил большой интерес к политической тематике, раскрытой в концептуальном и выдержанном стиле.
В 1631 году опубликовал монографию «Lettere famigliari e politiche» («Семейная и политическая переписка»), которой подтвердил свои выдающиеся способности как исследователя дипломатии и политических процессов.
В 1648 году увидело свет посмертное издание его «Воспоминаний» («Memorie»)